# Angelika Epple
Angelika Epple (* 1966) ist eine deutsche Geschichtswissenschaftlerin. Sie ist Professorin für Allgemeine Geschichte und derzeitige Rektorin der Universität Bielefeld.

## Bildungslaufbahn
Epple studierte 1985 Estudios Hispánicos an der Universität Málaga in Spanien.
In den darauffolgenden Jahren verfolgte sie ein Studium in den Bereichen Geschichtswissenschaft, Germanistik, Erziehungswissenschaft und Philosophie an der Albert-Ludwigs Universität Freiburg sowie der Freien Universität Berlin, an welcher sie 1995 mit ihrem ersten Staatsexamen zu dem Thema Henriette Fürth und die Frauenbewegung im deutschen Kaiserreich ihr Studium erfolgreich abschloss.
Zwischen 1995 und 2000 war sie als Doktorandin innerhalb der Forschungsgruppe Sozialgeschichte von Gruppen, Schichten, Klassen und Eliten an der Universität Bielefeld tätig.
2001 setzte sie dort ihre Bildungslaufbahn mit ihrer Dissertation Empfindsame Geschichtsschreibung. Eine Geschlechtergeschichte der Historiographie zwischen Aufklärung und Historismus (Beiträge zur Kulturgeschichte) fort.
Im Rahmen ihres Forschungsschwerpunktes im Bereich der Globalisierungsgeschichte absolvierte Epple 2008 ihre Habilitation an der Universität Hamburg unter dem Titel Das Unternehmen Stollwerck: Eine Mikrogeschichte der Globalisierung.

## Professionelle Karriere
Nach einer Lehrausbildung in Chemnitz und Freiburg im Jahr 2001 war Epple von 2002 bis 2007 an der Universität Hamburg als wissenschaftliche Assistentin tätig.
Daraufhin hielt sie ein Jahr die Position der akademischen Oberrätin an der Universität Freiburg inne.
Seit 2008 ist sie Professorin für Allgemeine Geschichte unter besonderer Berücksichtigung des 19. und 20. Jahrhunderts an der Universität Bielefeld. Zwischen 2010 und 2015 fungierte sie dort ebenfalls als Pro-/Dekanin der Fakultät für Geschichtswissenschaft, Philosophie und Theologie.
Seit April 2013 ist sie außerdem stellvertretende Sprecherin des BMBF-Projektes Die Amerikas als Verflechtungsraum.
Im Zuge ihres professionellen Engagements an der Universität Bielefeld übernahm Epple 2015 zudem die Position der Prorektorin für Internationales und Diversität.
Januar 2017 bis 2021 war sie darüber hinaus Sprecherin des SFB 1288 Praktiken des Vergleichens. Die Welt ordnen und verändern, der unter ihrer Leitung erfolgreich für eine zweite Förderphase verlängert wurde.
Am 8. Februar 2023 wurde Angelika Epple als Rektorin der Universität Bielefeld gewählt. Zum 1. Oktober 2023 trat sie ihr Amt an und wurde damit Nachfolgerin von Gerhard Sagerer und erste Rektorin der Universität.
Im Jahr 2025 wurde sie auf der Generalversammlung der European Universities Association in Riga zum Vorstandsmitglied ernannt.

## Akademische Auszeichnungen
- 2017 Mitherausgeberin der Reihe: Beiträge zur Geschichtskultur, Böhlau-Verlag
- 2014 Wissenschaftlicher Beirat der Zeitschrift: „Internationales Archiv der Sozialgeschichte der Literatur“ (IASL)
- 2014 Mitglied im Beirat des Forschungszentrums Gotha der Universität Erfurt
- 2011 Mitherausgeberin der Zeitschrift: „Neue Politische Literatur“ (NPL)
- 2011 Mitglied des wissenschaftlichen Beirats der internationalen Zeitschrift: „Localities“ in Busan/Korea
- 2010 Mitglied des Beirats der Bielefeld Graduate School in History and Sociology (BGHS)
- 2008 Mitherausgeberin der Reihe: Historische Einführungen, Campus-Verlag
- 2001 Preis für Dissertation, vergeben vom Förderverein des Kulturwissenschaftlichen Instituts in Essen[5]

## Publikationen (Auswahl)
- Das Unternehmen Stollwerck. Eine Mikrogeschichte der Globalisierung (1839–1932), Frankfurt a. M./New York (NY) 2010.
- Empfindsame Geschichtsschreibung. Eine Geschlechtergeschichte der Historiographie zwischen Aufklärung und Historismus, Böhlau-Verlag, Köln/Weimar/Wien 2003.
- Henriette Fürth und die Frauenbewegung im deutschen Kaiserreich. Eine Sozialbiographie, Centaurus-Verlag, Pfaffenweiler 1993.
- Die Welt beobachten. Praktiken des Vergleichens, gem. mit Walter Erhart, Frankfurt a. M./New York 2015.
- Historische Anthropologie. Kultur, Gesellschaft, Alltag. Themenheft: Lokalität und transnationale Verflechtungen, Heft 1, 21. Jg., mit Felix Brahm, Rebekka Habermas (Hg.), Böhlau Verlag, Köln 2013.
- Entangled Histories: Reflecting on Concepts of Coloniality and Postcoloniality, in: comparativ – Zeitschrift für Globalgeschichte und vergleichende Gesellschaftsforschung, Heft 1, 21. Jg., gem. mit Olaf Kaltmeier, Ulrike Lindner (Hg.), Leipzig 2011 (Leipziger Universitätsverlag)
- Gendering Historiography. Beyond National Canons, gem. mit Angelika Schaser, Frankfurt a. M./New York (NY) 2009 (Campus)
- Globalization, Imagination, Social Space: The Making of Geopolitical Imagineries, (gem. Mit Kristen Kramer), in: Forum for Inter-Americian Studies (FIAR), Jg. 9, Nr. 1, 2016, S. 41–63.
- Doing Comparisons – Ein praxeologischer Zugang zur Geschichte der Globalisierung/en. In Angelika Epple and Walter Erhart (Hg.) Die Welt beobachten. Praktiken des Vergleichens, Frankfurt a. M./New York (NY) (Campus) 2015, S. 161–199.
- Globale Machtverhältnisse, lokale Verflechtungen. Die Berliner Kongokonferenz, Solingen und das Hinterland des kolonialen Waffenhandels, in: Christof Dejung, Martin Lengwiler (Hg.), Ränder der Moderne – Neue Perspektiven auf die Europäische Geschichte (1800–1930), Köln/Weimar/Wien (Böhlau-Verlag) 2015, S. 65–91.
- Die Größe zählt! Aber wie? Globalgeschichte zwischen großen Synthesen, Skeptizismus und neuem Empirismus, in: Neue Politische Literatur, 3/2014, S. 409–436.
- Des Teufels Handschrift, in: Jürgen Büschenfeld, Bärbel Sunderbrink (Hg.), Bielefeld und die Welt. Prägungen und Impulse, Bielefeld, 2014, S. 311–323.
- Jenseits globaler Warenketten: Commodityscapes, Verflechtungen, Relationierungen und die Rückkehr der Akteure. Ein Kommentar, in: Christiane Berth, Dorothee Wierling, Volker Wünderich (Hg.), Kaffeewelten. Historische Perspektiven auf eine globale Ware im 20. Jahrhundert, Göttingen 2014, S. 274–280.[5]

## Belege
1. 1 2  Frank Worlitzer | Angelika Epple: Angelika Epple. Abgerufen am 23. April 2018.
2. ↑  Prof’in Angelika Epple wird neue Rektorin der Universität. Universität Bielefeld, 8. Februar 2023, abgerufen am 3. Oktober 2023.
3. ↑  „Ich glaube an einen Bielefelder Weg“ – Interview mit der Historikerin Prof. Dr. Angelika Epple, der neuen Rektorin der Universität Bielefeld. Universität Bielefeld, 2. Oktober 2023, abgerufen am 3. Oktober 2023.
4. ↑  neolaiacampus.eu, abgerufen am 1. Juli 2025 (englisch)
5. 1 2  Prof. Dr. Angelika Epple - AcademiaNet. Abgerufen am 23. April 2018 (englisch).

| Personendaten    | Personendaten                        |
| ---------------- | ------------------------------------ |
| NAME             | Epple, Angelika                      |
| KURZBESCHREIBUNG | deutsche Geschichtswissenschaftlerin |
| GEBURTSDATUM     | 1966                                 |